# Нітрянське Рудно (село)
Нітрянське Рудно (словац. Nitrianske Rudno) — село, громада округу Пр'євідза, Тренчинський край. Кадастрова площа громади — 14.5 км².
Населення 1959 осіб (станом на 31 грудня 2020 року).

## Історія
Нітрянське Рудно згадується 1275 року.

## Населення
| Рік:            | 1994. | 2004.   | 2014.   | 2024.   |
| --------------- | ----- | ------- | ------- | ------- |
| Кількість осіб: | 1827  | 1960    | 1939    | 1911    |
| Різниця:        |       | +7,27 % | -1,07 % | -1,44 % |

| Рік:            | 2023. | 2024.   |
| --------------- | ----- | ------- |
| Кількість осіб: | 1899  | 1911    |
| Різниця:        |       | +0,63 % |